# Apostolisches Vikariat Jaén en Peru o San Francisco Javier
Das Apostolische Vikariat Jaén en Peru o San Francisco Javier (lat.: Apostolicus Vicariatus Apostolicus Vicariatus Giennensis in Peruvia seu Sancti Francisci Xaverii) ist ein in Peru gelegenes römisch-katholisches Apostolisches Vikariat mit Sitz in Jaén.

## Sprengel
Das Apostolische Vikariat umfasst:
- in der Region Cajamarca die beiden Provinzen Jaén und San Ignacio
- in der Region Amazonas die Provinz Condorcanqui sowie die Distrikte Aramango und Imaza der Provinz Bagua

## Geschichte
Das Apostolische Vikariat Jaén en Peru o San Francisco Javier wurde am 11. Januar 1946 durch Papst Pius XII. mit der Apostolischen Konstitution In orbis catholici aus Gebietsabtretungen der Bistümer Cajamarca und Chachapoyas sowie des Apostolischen Vikariates San Gabriel de la Dolorosa del Marañón als Apostolische Präfektur San Francisco Javier errichtet. 1953 wurden der Präfektur weitere Gebiete zugeschlagen, die zuvor zum Bistum Chachapoyas gehört hatten. Am 24. April 1971 wurde die Apostolische Präfektur San Francisco Javier durch Papst Paul VI. mit der Apostolischen Konstitution Cum die zum Apostolischen Vikariat erhoben.
Am 22. November 1980 wurde der Name des Apostolischen Vikariats San Francisco Javier in Apostolisches Vikariat Jaén en Peru o San Francisco Javier geändert.

## Ordinarien von Jaén en Peru o San Francisco Javier

### Apostolische Präfekten
- Ignazio García Martin SJ, 11. Juli 1946–1958
- José Oleaga Guerequiz SJ, 23. Oktober 1959–1961
- Juan Albacete Sáiz SJ, 7. November 1961–1963
- Antonio de Hornedo Correa SJ, 6. August 1963 – 24. April 1971

### Apostolische Vikare
- Antonio de Hornedo Correa SJ, 24. April 1971 – 9. Juli 1977, dann Bischof von Chachapoyas
- Augusto Vargas Alzamora SJ, 8. Juni 1978 – 23. August 1985
- José María Izuzquiza Herranz SJ, 30. März 1987 – 21. November 2001
- Pedro Ricardo Barreto Jimeno SJ, 21. November 2001 – 17. Juli 2004, dann Erzbischof von Huancayo
- Santiago María García de la Rasilla SJ, 11. November 2005 – 11. Juni 2014
- Gilberto Alfredo Vizcarra Mori SJ, 11. Juni 2014 – 11. Februar 2025, dann Erzbischof von Trujillo
  - Sedisvakanz seit 11. Februar 2025